# 公証人
公証人（こうしょうにん、英: notary）とは、ある事実の存在、もしくは契約等の法律行為の適法性等について、公権力を根拠に証明・認証する者のことである。
日本語で「公証人」と訳される職種でも大陸法・英米法という各国の法体系の違い及び歴史的経緯による職権の拡大・縮小により、その職務内容・権限は大きく異なる。
日本においては公証人法に基づき、法務大臣が任命する公務員である。ただし、法務省など政府からの給与や補助金は受けず、公定された手数料を依頼人から受け、収入とする。全国各地の公証役場で公正証書の作成、定款や私署証書（私文書）の認証、事実実験、確定日付の付与などを行う。2018年時点、日本全国で公証人は約500名おり、公証役場数は約300カ所である。

## 公証人の歴史
その起源についてはローマ法に由来するとされる。
現代では中世ヨーロッパの神聖ローマ帝国（ドイツとイタリアの一部）が始まりと言われており、12世紀頃に生じたとされるが詳細は不明。当初は神聖ローマ皇帝やローマ教皇の免許を要したが、後に自治都市内のギルドに資格授与権が下賜されるようになった。
当初は商業上の契約や帳簿など広範の私的文書作成を担当してきた。14世紀以後、商人達の識字率向上や複式簿記の発達などに伴って、専ら法的文書の作成に従事するようになる。
公証人には当時一般的だった厳しい徒弟制度が存在せず、教養人にとって必須だったラテン語の知識が求められたことなどから、自由を求めるルネサンス時代の都市教養人にとっては憧れの職業となった。逆に言えば、ひとかどの教養のある人であれば、誰でも公証人の資格が取れた。その頃のイタリアのピサやジェノヴァ、フィレンツェでは、人口200人に1人以上の割合で公証人がいたと言われている。
だが、同時に悪質な公証人が現れる危険性も増大したため、1512年に当時の神聖ローマ皇帝が「帝国公証人法」を定めて、その公的性格と公平中立の義務、国家による監督という基本原則が定められた。
ドイツやイタリア以外のヨーロッパ諸国でも社会に根付いた存在となった。19世紀のフランスを舞台としたアレクサンドル・デュマ・ペールの小説『モンテ・クリスト伯』にも公証人が何度も登場する。　
現代において、多くの国では、公証人は法曹あるいはそれに準ずる資格の保持者であることが多い。一方、アメリカ合衆国ではわずかな講習で容易にその資格が取得でき、学校や郵便局 など様々な場に総計400万人もの公証人がいるものの、その権限は概ね署名の認証に限られている。このように、国によって公証人の権限はかなり異なる。

## 日本の公証人

### 沿革
日本では1886年にフランスの制度を参考にして「公証人規則」が制定され、3年後に第1回の任命が行われて123人が任命された。だが、この時には公正証書の作成を行うことができても、認証権限を有しなかった。1908年には法学博士で裁判官の斎藤十一郎の草案により、ドイツ式の「公証人法」が制定された。

### 身分
公証人は、自ら設置した公証役場で執務する（公証人法第18条）。国家公務員法における公務員には当たらないが、実質的意義の公務員に当たると解されている。公証行為は国家賠償法1条1項の「公権力」に該当し、公証人は個人責任を負わないものとされる。公証人は、法務大臣や所属する法務局長・地方法務局長の監督に服する（公証人法第74条）。
公証人は、職務について守秘義務を負い（公証人法第4条）、秘密を漏洩した場合は刑法第134条の罪が成立する。ただし、嘱託人やその承継人、または証書の趣旨につき法律上の利害関係を有する者、および検察官は、証書の原本の閲覧ができ、上記の利害関係人らは謄本の交付請求ができる（公証人法第44条、第51条）。また、公証人には職務専念義務があり、兼職は禁止されており（公証人法第5条）、弁護士や司法書士などの登録は抹消しなければならない。
公証人は、その職印の印鑑に氏名を自署して所属する法務局・地方法務局に提出し、この職印の印鑑を提出しない間は職務を執行することができない（公証人法第21条）。また職務上、署名をするときは、職名と所属する法務局・地方法務局、公証役場の所在地を記載しなければならない（公証人法第23条）。
公証人は、所属する法務局長・地方法務局長の許可を受けて、執務を補助させるための書記を置くことができる（公証人法第24条）。

### 任命
公証人は、資格を有するものから、法務大臣が任命し、いずれかの法務局または地方法務局に所属する（公証人法第10条、第11条）。公証人の職務の区域は当該法務局・地方法務局の管轄区域により（公証人法第17条）、原則として、その管轄外に出て職務を執行することができない。
公証人は、日本国民で成年者であることを要件としている（公証人法第12条第1項第1号）。任命の辞令を受けてから15日以内に、所属する法務局または地方法務局へ身元保証金を納めなくてはならない（公証人法第19条）。
ただし、以下の欠格に該当する者は公証人になることができない（公証人法第14条）。
- 禁錮以上の刑に処せられたる者（但し2年以下の禁錮に処せられたる者にして刑の執行を終り、又は其の執行を受くることなきに至るときは除く）[注釈 3]
- 破産手続開始の決定を受けて復権を得ない者
- 罷免の裁判を受けたる者、懲戒の処分により免官若しくは免職せられたる者又は弁護士法により除名せらせたる者にして罷免、免官、免職又は除名後2年を経過せさる者

### 資格取得
- 公証人試験の合格（公証人法第12条第1項第2号）

公証人法の原則からすると、公証人には、公証人試験に合格した後、公証人見習いとして6ヶ月間実施修習を経た者から、法務大臣が任命することになっている。しかし、公証人法に定める試験は実施されたことがない（「公証人規則」時代は試験記録が残されている）。公証人法には、試験および実地研修に関する規定を法務大臣が定めることになっているものの（公証人法第12条第2項）、他の資格試験のように「1年に何回以上試験を行わなければならない」という規定がないため、下記の法曹・学識経験者から任命されることが、慣習として定着している。
- 資格の特例1 - 法曹からの任命（公証人法第13条）

裁判官（簡易裁判所判事は除く）、検察官（副検事は除く）または弁護士になる資格を有する者は、試験と実地修習を経ずに公証人に任命されることができる。
高等裁判所、地方裁判所および家庭裁判所の裁判官の定年は65歳だが（裁判所法第50条）、公証人は70歳まで勤務することができるため裁判官、検察官、および法務省を退職した後に就くことが多い。1989年度は、全国530人の公証人のうち、判事経験者150人、検事経験者240人、法務局長など法務省職員OBが140人を占め、弁護士出身者は1人しかいない。
- 資格の特例2 - 学識経験者からの任命（特任公証人、公証人法第13条の2）

そのほか、多年法務に携わり、これに準ずる学識経験者で「公証人審査会の選考」を経た者も任命できる。ただし、法務局もしくは地方法務局またはその支局管内に職務を行う公証人が存在しない場合に限る（公証人法第13条の2但書）。これらの者の場合は、試験と実地修習は免除されるが、公募に定員の倍数を超える応募があった場合は短答式試験・口述式試験を実施して選考する。
選考の対象となるのは、以下の者である。
1. 裁判所事務官、裁判所書記官、法務事務官、検察事務官として、通算15年以上勤務した者（7級以上の職にあること）
2. 簡易裁判所判事、副検事として、通算5年以上勤務した者（7級以上の職にあること）
3. 司法書士として、通算15年以上の実務経験がある者
4. 法人の法務に関し、通算15年以上の実務経験がある者
5. 検察官・公証人特別任用等審査会公証人分科会が個別審査をして、経歴・資格等から多年法務に携わった経験を有すると判断した者

2002年度から、法曹資格を有する裁判官、検察官、弁護士は年3回、多年法務に携わり、これに準ずる学識経験者で、「検察官・公証人特別任用等審査会」が定める基準に該当する者は年1回の公募により、任命されることになった。
法務局若しくは地方法務局またはその支局の管内に職務を行う公証人が存在しない場合、または職務を遂行することができない場合に、法務大臣は当該法務局若しくは地方法務局またはその支局に勤務する法務事務官に公証人の職務を代行させることができるとされ、「公証人法第8条の規定による法務事務官をして公証人の職務を行わせる法務局若しくは地方法務局又はその支局」（昭和33年法務省告示第338号）で告示されている以下の10箇所で公証業務がなされている（公証人法第8条）。
- 長野地方法務局飯山支局、同大町支局
- 新潟地方法務局佐渡支局
- 松江地方法務局西郷支局
- 長崎地方法務局壱岐支局、同対馬支局
- 那覇地方法務局宮古島支局、同石垣支局
- 仙台法務局気仙沼支局
- 釧路地方法務局根室支局

### 除斥原因
公証人が事件の当事者または事件の内容と特殊の関係にある場合に、除斥の原因となるのは、以下の場合である（公証人法第22条）。
1. 嘱託人、その代理人又は嘱託された事項につき利害の関係を有する者の配偶者、四親等内の親族又は同居の親族であるとき、又はあったとき
2. 嘱託人又はその代理人の法定代理人、保佐人又は補助人であるとき
3. 嘱託された事項につき利害の関係を有するとき
4. 嘱託された事項につき代理人若しくは補佐人であるとき又は代理人若しくは補佐人であったとき

除斥は、当該公証人が他の公証人の代理をする場合にも適用され、代理訴訟人に除斥原因があれば、代理職務の執行から除外される（公証人法第65条第3項）。

### 指定公証人
電磁的記録に関する公証事務（電子公証）を行うには、法務大臣の指定した公証人（指定公証人）である必要がある（公証人法第7条の2）。

### 職務内容
- 法律行為その他私権に関する事実についての公正証書の作成（公証人法第1条第1号）
- 私署証書の認証（公証人法第1条第2号）
- 株式会社・社団法人・財団法人等の定款の認証（公証人法第1条第3号）
- 私電磁的記録の認証（公証人法第1条第4号、指定公証人のみ）
- 不在者、相続財産等の財産管理人による財産目録の作成への関与（民法第27条）
- 遺言証書の作成（民法第969条）
- 秘密証書遺言への関与（民法第970条1項、第972条）
- 金銭等の請求につき執行受諾文言のある公正証書（執行証書）への執行文の付与（民事執行法第22条第5号、第26条第1項）
- 手形・小切手の拒絶証書の作成（拒絶証書令1条、手形法第44条、第60条、第77条、小切手法第39条、商法第609条）
- 私文書への確定日付の付与（民法施行法第5条、第6条）
- 抵当証券の支払い拒絶証明書の作成（抵当証券法第27条）
- 破産財団財産の封印（破産法第155条第1項）

などを、当事者・関係者の嘱託に基づき行う。
公証人は、正当な理由がなければ、公証の嘱託を拒否することができない（公証人法第3条）。但し、法令に違反した事項、無効の法律行為、および行為能力の制限により取り消しうる法律行為について、証書を作成することはできない（公証人法第26条）。また本法に基づく証書作成の嘱託は必ず日本語で行われなくてはならない（公証人法第27条）。
公証人が公正証書を作成するには、嘱託人の素性（住所・氏名など）を知り嘱託人と面識があることを必要とし、それがない場合は印鑑証明書の提出など本人確認の確実な方法により人違いがないことを証明させ、これを確認しなければならない（公証人法第28条）。嘱託が代理人によって行われる場合も同様である（公証人法第31条）。
嘱託人が法人である場合は、法人の存在およびその代表権を有する者の確認と、代表者である個人の確認のための資料が必要となる。法人格のない団体の場合は、公正証書の作成を嘱託できないとされる。
第三者の許可または同意を要する法律行為については、公証人が公正証書を作成するにあたり、許可または同意があったことを証明する書面の提出が必要となる（公証人法第33条）。

### 代理
- 嘱託による代理（公証人法第63条第1項）

職務を行うことができない公証人（被代理公証人）が、同一の法務局・地方法務局管内の公証人に職務の代理を嘱託するもの。
- 命令による代理（公証人法第63条第2項）

職務を行うことができない公証人（被代理公証人）が、上記の代理を嘱託しない場合、または嘱託ができない場合に、所属する法務局長・地方法務局長が、同一の法務局・地方法務局管内の公証人に職務の代理を命令するもの。
代理公証人は、被代理公証人の公証役場において職務を執行する（公証人法第65条第1項）。

### 兼務および受継
公証人の死亡、免職、失職、転属により後任者がいないときは、法務局長・地方法務局長は、同一管内の公証人に職務の兼務を命令することができる（公証人法第67条第1項）。兼務者が職務上、署名するときは、その旨を記載する（公証人法第70条第1項）。
公証人の任命は、原則として、退職した公証人の後継として行われる。後任の公証人が前任者の作成した証書の正謄本に署名するときは、後任者であることを記載しなければならない（公証人法第70条第2項）。新たに後任者が任命された場合、法務局長・地方法務局長は兼務を解任する（公証人法第67条第2項）。
兼務および受継の際は、前任者の立ち会いの上、遅滞なく書類の授受を行わなければならばい（公証人法第68条第1項）。前任者の死亡やその他の事由により、書類の授受が不可能な場合は、法務局・地方法務局の職員の立ち会いによって行う（公証人法第68条第2項）。

### 退職
法務大臣は、公証人が70歳に達したときは、公証人を免ずることができる（公証人法第15条第1項第3号）。実際に70歳で退職するとされている。戦前は終身制だった。また、免職を願い出た場合（公証人法第15条第1項第1号）、身元保証金やその補充額を納めないとき（公証人法第15条第1項第2号）、身体・精神の衰弱で職務執行が不能になったときも同様である（公証人法第15条第1項第4号）。もっとも、公証人身元保証金令の定める身元保証金の額は極めて低額（公証人役場の場所によって異なるが1万円から3万円）であるため、身元保証金を納めないために退職する者はいない。
このほか、禁錮刑以上の刑に処せられたり、破産手続開始決定を経て復権していなかったりする者は、当然に失職する（公証人法第16条）。

### 懲戒
公証人は職務上の義務に違反したとき、または品位を失墜すべき行為があった場合に懲戒を受け（公証人法第79条）、懲戒処分は、法務大臣が行う（公証人法第81条）。
公証人の懲戒の種類は以下のとおりである（公証人法第80条）。
1. 譴責
2. 10万円以下の過料
3. 1年以下の停職
4. 転属
5. 免職

公証人が勾留され、あるいは拘留の刑に処せられたときは、釈放に至るまで、当然にその職務が停止される（公証人法第83条第1項）。また法務大臣は、懲戒事件が係属する場合で、停職、転属、免職に該当すべきと思料するときは、手続きの終了に至るまで、職務を停止することができる（公証人法第83条第2項）。

### 報酬
公証人は公務員だが、自ら書記らを雇って職務を遂行する。政府から俸給を得るのではなく、依頼人から受け取る手数料（料金は公証人手数料令（平成5年政令第224号）で定められている）が収入源の独立採算制である。東京や大阪などの大都市では取り扱い件数が多く、これらの地域に配属された公証人の中には、年収3000万円を超えるものも多数存在する。

### 天下りと公証人
検事正の天下りとして、法務省大臣官房人事課により、公証役場への配置原案が作成されている。格上とされる横浜地方検察庁検事正や、千葉地方検察庁検事正の経験者などは、優先的に東京都心の公証役場への天下りが用意されている。

### その他
公証人は検察審査会の検察審査員に就くことはできない。
公証人は裁判員に就くことはできない。

## コモン・ロー諸国の公証人
コモン・ロー諸国にはノータリー・パブリック（Notary Public、単にノータリー Notary とも呼ばれる）と呼ばれる公証人が存在する。

### アメリカ
アメリカのノータリー・パブリックは、契約書などにサインをする場合に身分証明書の確認を行い、サインした人物が契約者本人であること、強制されない自由意志による物であることを公平中立な第三者として確認する役目を担う。不動産取引契約などでは公証人立会いの署名を要求するのが通例となっている。
ただし日本の公証人とは異なり公務員ではなく州のライセンスを持った民間人であり、公正証書に当たる文書の作成や保存もしない。

## フランスの公証人
フランスの公証人（notaire、ノテール）は、伝統的に市民生活に深く関わる法律専門職であり、家族関係、相続関係、不動産取引、抵当金融等の分野で活躍している。日本の公証人制度の手本となった制度だが、日本では司法書士が担っている不動産登記手続の代理を公証人が行うなどの相違点がある。

## サウジアラビアの公証人
サウジアラビアにはイスラム法（シャリーア）に基づく公証人がいる。サウジアラビアでは契約において公証人による証明書を求めることは一般的に行われており、公証人の活躍の場は非常に広く、一般人が公証人を利用することは日常的に行われている。シャリーアでは法手続きにおいて証人を求める物が多数あり、公証人は証人になったことを証明する証書を発行する。シャリーアに基づく制度であるため、公証人はイスラム教徒（ムスリム）であることが必須条件となる。
公証人が必要とされる事例として以下の様なものがある。
- 異教徒がイスラム教徒に改宗する場合には、二人以上のムスリムの証人が必要である
- 結婚する場合には結婚を認める公証人の証明書が必要である。サウジアラビアにおける結婚は日本のように役所に婚姻届を出す必要が無く、公証人二人に結婚証明書を発行してもらうことで法的に成立する。このため、行政機関が認めなくても公証人が認めると法的に有効になってしまうため、幼い子供の結婚が社会問題化することがある。あまりに早すぎる早婚を禁止するために、国王が9歳以下の結婚に証書を発行しないように公証人に対して勅令を出している。
- 財産を担保とする場合には担保になったことを証明する証人が必要であり、場合によっては公証人が担保物権の占有や管理も行う。

日本とサウジアラビアの間で企業同士が契約を結ぶ場合や物を輸出する場合などに、公証人による証明書が必要である。日本側の公証人がムスリムである必要は無く、日本の法制度で認められている公証人で良いとされている。